# Elle (pronom proposat)
Elle (pl. elles) és una proposta de pronom personal neutre de la tercera persona en la llengua castellana per a al·ludir a persones de gènere no-binari. Actualment, no està avalat per cap acadèmia de la llengua.

## Història
Força castellanoparlants que s'emmarquen fora dels gèneres binaris senten que no tenen una paraula per a referir-se a si mateixos i per a què la resta de persones s'hi refereixin. El pronom neutre sorgeix per aquesta necessitat i amb la finalitat de visibilitzar a aquestes persones que no se senten ni home ni dona i per tant, no estan còmodes amb els pronoms ell o ella, així com per a utilitzar-se quan no es conegui el gènere d'algú. Aquest pronom va acompanyat també de tot un gènere gramatical neutre.
Al principi, per a expressar aquest gènere neutre, va començar a usar-se a les xarxes socials, a blogs i a altres llocs d'internet el símbol @, però el resultat no era massa satisfactori perquè no es podia usar de forma oral, ja que l'arrova no és una lletra pronunciable. Més tard, també va començar a utilitzar-se la xeix (x), però novament la seva pronúncia representava un problema. Per això, i encara que ambdues opcions encara s'empren, es va arribar al consens d'usar la e com a terminació per al gènere gramatical neutre, tot generant el morfema de gènere -e, i elle, consegüentment, com a pronom neutre. S'han dut a terme diverses campanyes per tal d'aconseguir la inclusió del dit pronom a la RAE.
El 27 d'octubre de 2020, la Reial Acadèmia Espanyola havia incorporat el pronom al seu Observatori de paraules, nova secció de la seva pàgina web rellançada el 23 d'octubre de 2020, on el definia de la següent manera:
| « | El pronombre elle es un recurso creado y promovido en determinados ámbitos para aludir a quienes puedan no sentirse identificados con ninguno [de] los dos géneros tradicionalmente existentes. Su uso no está generalizado ni asentado. Se recoge el uso de elle como nombre del dígrafo ll en el DLE. | » |

El 30 d'octubre de 2020, quatre dies després de la seva inclusió, la RAE va decidir retirar el mot del seu portal a causa de la confusió que va generar la seva presència, i va declarar: «Quan es difongui àmpliament el funcionament i comesa d'aquesta secció, es tornarà a valorar».

## Controvèrsia
Moltes persones en contra de l'ús d'aquest pronom al·leguen que és una llastra, que la llengua tendeix a simplificar-se i que afegir un nou pronom i tot un nou gènere complicaria l'idioma. Un altre dels arguments en contra és que ja es té un pronom neutre: ello. També, que incorporar el gènere neutre en castellà és innecessari perquè existeix, però està assimilat pel masculí.
L'argument de més pes i l'oficial és el que diu que els gèneres gramaticals no descriuen la realitat sinó que classifiquen l'idioma, i és per això que aquest pronom no existeix. També és necessari destacar que des del punt de vista de la lingüística, les paraules pertanyents a categories tancades o funcionals (pronoms, articles, preposicions, etc.) no permeten productivitat lingüística, és a dir, no és possible canviar ni expandir la llengua en aquests aspectes.
No obstant això, els defensors del seu ús argumenten que no seria un canvi tan complicat, que amb el temps es tornarà normal —com totes les variacions que es van anar produint des dels orígens de l'idioma— i que el pronom ello, encara que neutre, s'utilitza per a referir-se a objectes. Qui usa i promou el llenguatge inclusiu se sosté en la inexistència del neutre en castellà i en el fet que les paraules en gènere masculí com a genèric es constitueixen en realitat com a «falsos genèrics», atès que serveixen per a referir-se tant a persones de tots els gèneres com a homes específicament. Per tant, s'afirma que aquest neopronom és necessari per respecte a les persones que no se senten incloses o còmodes amb els altres dos, afegint que el masculí com a genèric no cobreix aquesta necessitat.

## Pronoms neutres en altres idiomes
L'Acadèmia Sueca va afegir a l'edició de 2015 del diccionari oficial de la llengua sueca el pronom neutre hen. Abans només existien els pronoms han (ell) i hon (ella), igual que en castellà. A Suècia aquest pronom és usat per referir-se a gent transgènere, però també per a ocasions en les quals no es vol revelar el gènere de la persona en qüestió o quan l'interlocutor considera que aquesta informació és supèrflua.
En anglès s'han proposat diverses opcions, com ara el they singular, o els neologismes jee i ney.
En francès incrementa l'acceptació i l'ús del pronom neutre iel, fusió dels dos pronoms tradicionals: il (ell) i elle (ella). La seva incorporació al diccionari Robert en línia el 2021 va generar força polèmica a la francofonia.
En català s'ha proposat elli, que es forma a partir del morfema de gènere -i. Una de les màximes impulsores d'aquest neollenguatge és la traductora i escriptora catalana Bel Olid.